# Borborismo
Os borboritas ou borborianos, de acordo com o Panarion de Epifânio de Salamis (cap. 26) e de  Haereticarum Fabularum Compendium Teodoreto,  foram uma seita gnóstica cristã que surgiu por volta do século IV e segundo relatos parece ter durado até o século VI. Epifânio de Salamis deixou um extenso relatório sobre eles em seu Panarion, capítulo 26.
A seita atrai muita atenção dos estudiosos porque suas excepcionais práticas sexuais pareciam um claro exemplo da libertinagem desenfreada da que os gnósticos foram acusados por seus adversários.
Os borboritas se auto-intitulavam "gnósticos"  e "iluminados" - no contexto da heresiologia, "aquele que diz ter conhecimento" - e também eram conhecidos como fibionitas, estratióticos, levíticos, secundianos, socratitas, zacaenses, codianos e barbeloítas. O nome "borborita" significa "imundos" o que sugere que não seria uma auto-designação mas sim um termo abusivo inventado por adversários à seita. O Anacephaleiosis, um resumo breve do Panarion, da qual a autoria de Epifânio é disputada, sugere que ele pode ter criado o nome ou recolhido o termo de outros: "Outros os chamam de borboritas. Estas pessoas se orgulham de Barbelo, que também é chamado Barbero". Assim, a outra forma do nome seria "barbelitas" ("povo de Barbelo") e teria sido modificada para barberitas e finalmente borboritas. 
Epifânio é particularmente bem-informado sobre a seita segundo ele, por quase ter sido seduzido pela seita o que lhe permitiu ler suas escrituras secretas, tanto este episódio quanto o conteúdo dessas escrituras são contraditório - se Epifânio escapou de ser seduzido pela seita, como então teria acesso a seus escritos e rituais secretos.

## Doutrina e sacramentalismo sexual
De acordo com Epifânio, foram influenciados pelos ensinamentos dos nicolaítas que são discutidos no capítulo 25 e cujo fundador Nicolau ensinava "A menos que copule todos os dia, não terás vida eterna".
Segundo Epifânio, acreditavam que este mundo é separado do reino divino por 365 céus, cada um controlado por um arconte que deve ser aplacado para permitir a subida da alma até o reino divino. Desde que nossa alma descende através desses 365 céus e então deve voltar, deve passar pelos reinos de cada arconte duas vezes. A viagem ocorreria prolepticamente aqui na terra através de uma espécie de empatia, quando o homem chamasse pelo nome de um dos arcontes durante a cerimônia de liturgia sexual, afetando um tipo de identificação com o arconte e assim permitindo a passagem do sujeito por seu reino. Como cada arconte deve ser passado duas vezes, Epifânio contabiliza que os devotos precisam seduzir e praticar os rituais em pelo menos 730 ocasiões.
Epifânio também conta que os borboritas foram inspirados pelo setianismo e tinham como uma característica particular nos seus rituais elementos de sacramentalismo sexual, incluindo esfregar de mãos em fluídos corporais (sangue menstrual e sêmen) e o consumo deles como uma variante à Eucaristia.
Embora fossem libertinos, proibiam a procriação e para evitar que as mulheres da seita engravidassem, os homens praticavam o coitus interruptus, se por acaso alguma mulher da seita engravidasse extraiam seu feto para consumo em cerimônias especiais.

## Escritos
Os livros descritos como de uso pelos borboritas são listados por Epifânio que explicitamente condena um em particular chamado Noreia, outros livros segundo Epifânio são Evangelho da Perfeição, o Evangelho de Eva, Pequenas Questões de Maria, Grandes Questões de Maria, os Livros de Sete, o Apocalipse de Adão, o Nascimento de Maria e o Evangelho de Felipe e também usavam o Antigo quanto o Novo Testamento à maneira que lhes conviam. Realmente alguns destes escritos foram descobertos, alguns constituindo a biblioteca de Nag Hammadi), como o Apocalipse de Adão, o Evangelho de Filipe], o Evangelho de Maria e o Segundo Tratado de Sete, embora não sabemos se são realmente os mesmo livros referidos por Epifânio.